# 野沢鉱山
野沢鉱山（のざわこうざん）は、北海道富良野市山部にある石綿鉱山である。ノザワ鉱山、野沢石綿鉱山、ノザワ富良野鉱山とも言う。
富良野市山部地区から空知川を渡った東岸の山の斜面に採掘場があり、東京大学演習林に隣接する。採掘場から西南、山部市街地に隣接する空知川西岸の平地に選鉱場や事務所、工場がある。中腹の採掘場からは空中索道が設置されており（終掘後に撤去）、選鉱場まで鉱石が運搬された。選鉱場の近くには石綿採取後のズリ（廃石）が堆積され、小山の様相を呈している。なお、採掘場のすぐ南側には山部石綿鉱山が存在している。
主要鉱物は蛇紋岩中から生成されたクリソタイル（白石綿）で、露天掘りによって採掘を行っていた。採掘した蛇紋岩は乾燥させた後、粉砕してバグフィルターにかけ、真空状態において蛇紋岩から石綿をグレード（石綿の項を参照）ごとに分離・採取した。精製された石綿は、スレートやエタニットパイプ（石綿セメント管）等の材料として用いられた。

## 歴史
1939年に軍人によって偶然石綿鉱床が発見されて、1942年に隣接する山部石綿鉱山、布部石綿鉱山と共に操業を開始した。日本国内（内地）の石綿鉱山では最も規模が大きく、地下資源が逼迫していた第二次世界大戦中は数少ない存在として500人が採掘・選鉱等の作業に従事していた。山部、布部と共に大量の従業員を抱えていた事から、山部地区は石綿鉱山の城下町となっていた。戦時中は主として繊維製品用として用いられる、グレード5クラスの石綿を生産していた。
外国産に比べて輸送費などのコストが低い事から戦後も規模を縮小して採掘を続けた。戦後は、主たる採掘の対象が建材や混和材に用いられる、グレード7や等級外品といった低グレードの物とテーリング（後掲）に変わった。しかし、資源の枯渇や輸入石綿に押されて1969年に採掘を終了している。採掘からは事実上撤退しているものの、鉱山そのものは、（鉱滓を採取・加工していることなどから）法的に操業を続けている形となっている。

## 現況
69年の採掘中止後は、敷地内に大量に堆積する蛇紋岩の鉱滓（ズリ）からグレード7以下の低品質の石綿を回収したり、テーリングと呼ばれる石綿を含む蛇紋岩粉を用いてモルタル混和材を製造したりする事業だけに縮小した。回収された石綿はアスファルトやモルタルの混和材、樹脂やセラミックス、接着剤への添加剤などに供されていた。2002年までこうした石綿回収は続けられていた。
現在も鉱滓が大量に残っており、これらを焼成や化学的処理によって無害化し、石綿の代替となりうる新素材を開発する研究が行われている。また、石綿の母胎である蛇紋岩を加工して、肥料の製造販売も行われている。
採掘場跡地は長年、蛇紋岩が剥き出しとなって草木の生えない荒地であったが、石綿の飛散防止のために緑化工事が進められている。また、野積みされている鉱滓も石綿の飛散を防ぐため、緑化工事が施されている。